# Sangeang Api
Sangeang is een eiland van de Kleine Soenda-eilanden - Indonesië. Het eiland is gelegen ten noordoosten van Soembawa in de Floreszee. Het eiland is 13 kilometer breed en heeft een oppervlakte van 153 km².
Het eiland vormt het boven zee liggende deel van de complexe vulkaan Sangeang Api (andere namen zijn Gunung Api (letterlijk: Vuurberg; niet te verwarren met andere vulkanen met dezelfde naam) en Gunung Sangeang), welke een van de meest actieve vulkanen van de Kleine Soenda-eilanden is. De vulkaan bestaat uit twee trachybasalte tot trachyandesiete kegels; de 1949 meter hoge Doro Api (midden) en de 1795 meter hoge Doro Mantoi (oostzijde).
Sinds de 16e eeuw werden 17 uitbarstingen geregistreerd, met een piek in de 20e eeuw. Bij een uitbarsting in 1988 (VEI=3) moesten de inwoners van het eiland worden geëvacueerd. De laatste uitbarsting vond plaats van 2017 tot 2020.